# Тритонус
Трито̀нус (на латински: tritonus – три тона) е интервал с тонов обем от три тона.
В съвременния темпериран строй тритонусът може да бъде построен от всеки един тон или полутон. Назовава се като тритонус само, когато този интервал прозвучава. Когато е построен от даден тон (вж.пр.№1) е увеличена кварта или енхармоничната му замяна в умалена квинта. В класическата музикална хармония тритонусът е забранен и нарицателно наричан „дяволът в музиката“, поради не доброто му благозвучие и острота.
За първи път в музикално произведение е използван като увеличена кварта (вж.пр.№2) от Клод Дебюси в главната тема на „Следобедът на един Фавн“.